# Gauche républicaine (Espagne, 1934)
Ne doit pas être confondu avec Gauche républicaine (Espagne, 1977).
Pour les articles homonymes, voir Gauche républicaine.
Gauche républicaine (en espagnol : Izquierda Republicana, IR) était un parti politique espagnol, fondé par Manuel Azaña en 1934.

## Histoire
Le 3 avril 1934, né de la fusion des partis de Action Républicaine de Manuel Azaña, l'aile gauche du Parti républicain radical socialiste (PRS Independiente) de Marcelino Domingo et Álvaro de Albornoz et l'Organisation républicaine galicienne autonome de Santiago Casares Quiroga. En Catalogne, l'unification se produit aussi et la Gauche républicaine s'appellera Parti républicain de gauche. Parmi ses fondateurs des personnages de première importance faisaient partie de la vie politique et culturelle de l'époque, comme José Giral, Álvaro de Albornoz, Victoria Kent, Luis Bello ou Amós Salvador, entre autres. Le parti compte également dans ses rangs, Amado Granell, le futur officier de la France libre.
Azaña devient le président du premier Conseil national du parti. La Gauche républicaine obtient 87 sièges de députés aux élections du 16 février 1936, auxquelles elle est alliée avec le Front populaire, et fait partie de tous les gouvernements jusqu'à la fin de la guerre civile. Azaña est président de la République de 1936 à 1939. Son organe d'expression a été et est encore le périodique Política.
Dans son exil au Mexique, le parti est le principal appui du gouvernement de la République en exil. De même, il prend part dans les plates-formes et les organisations d'opposition à la dictature du général Franco. La Gauche républicaine est dissoute comme telle en 1958 et fusionne avec l'Union républicaine pour former l'Action républicaine démocratique espagnole (ARDE).
En 1977, un parti du nom de Gauche républicaine espagnole est fondé et se réclame héritier de la Gauche républicaine historique.